# Rolls-Royce Ghost II

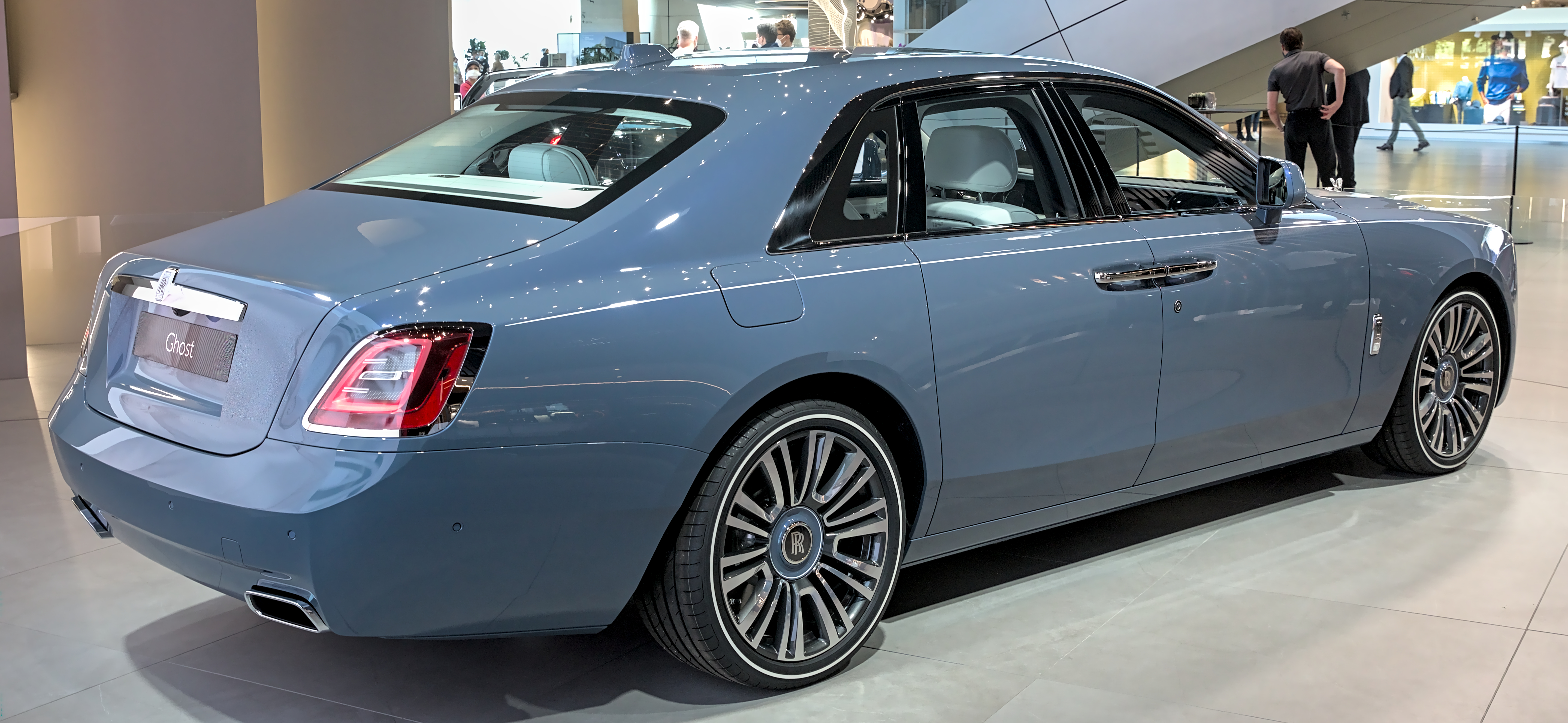
Heckansicht

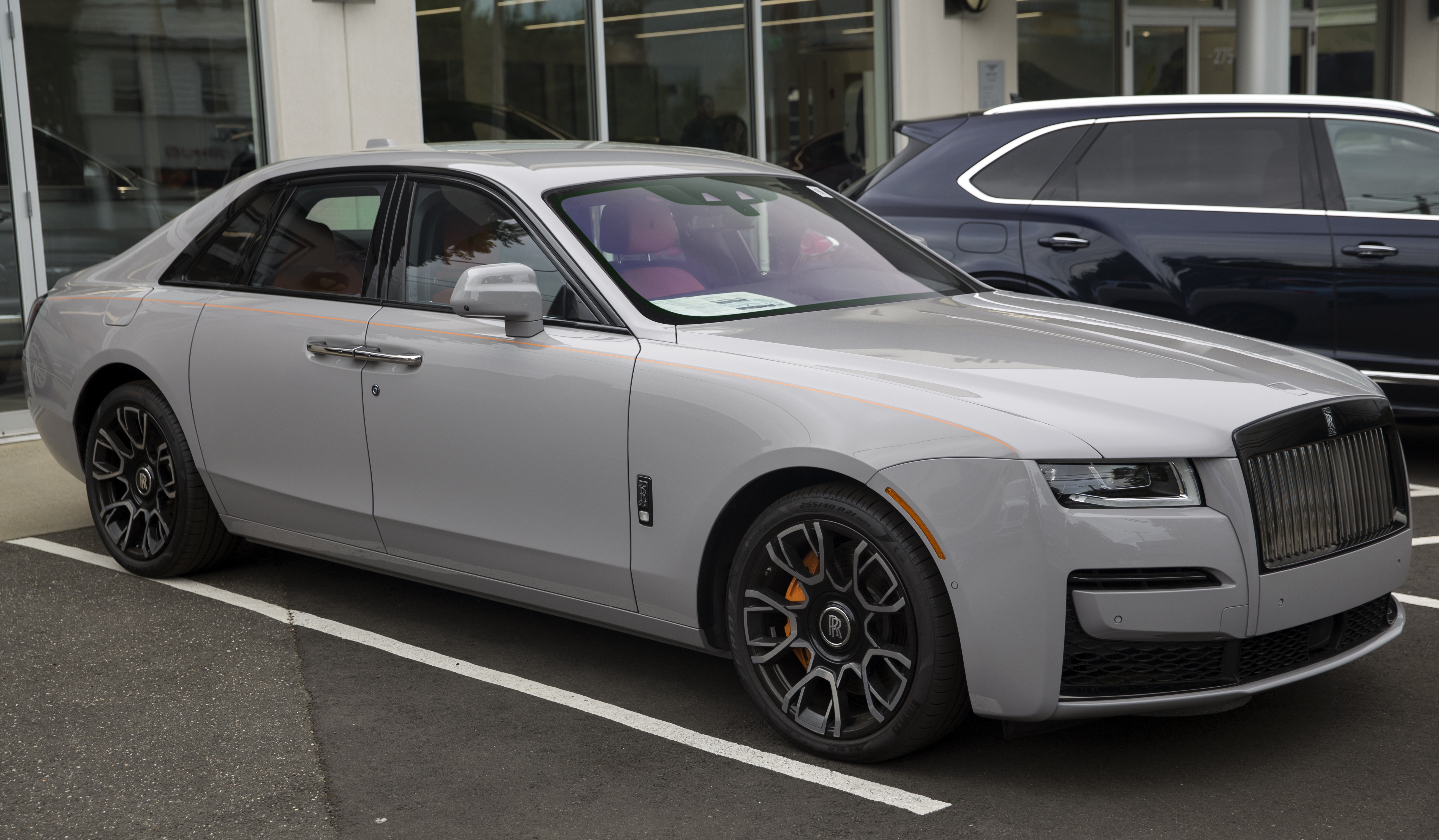
Rolls-Royce Ghost Black Badge (2021–2024)

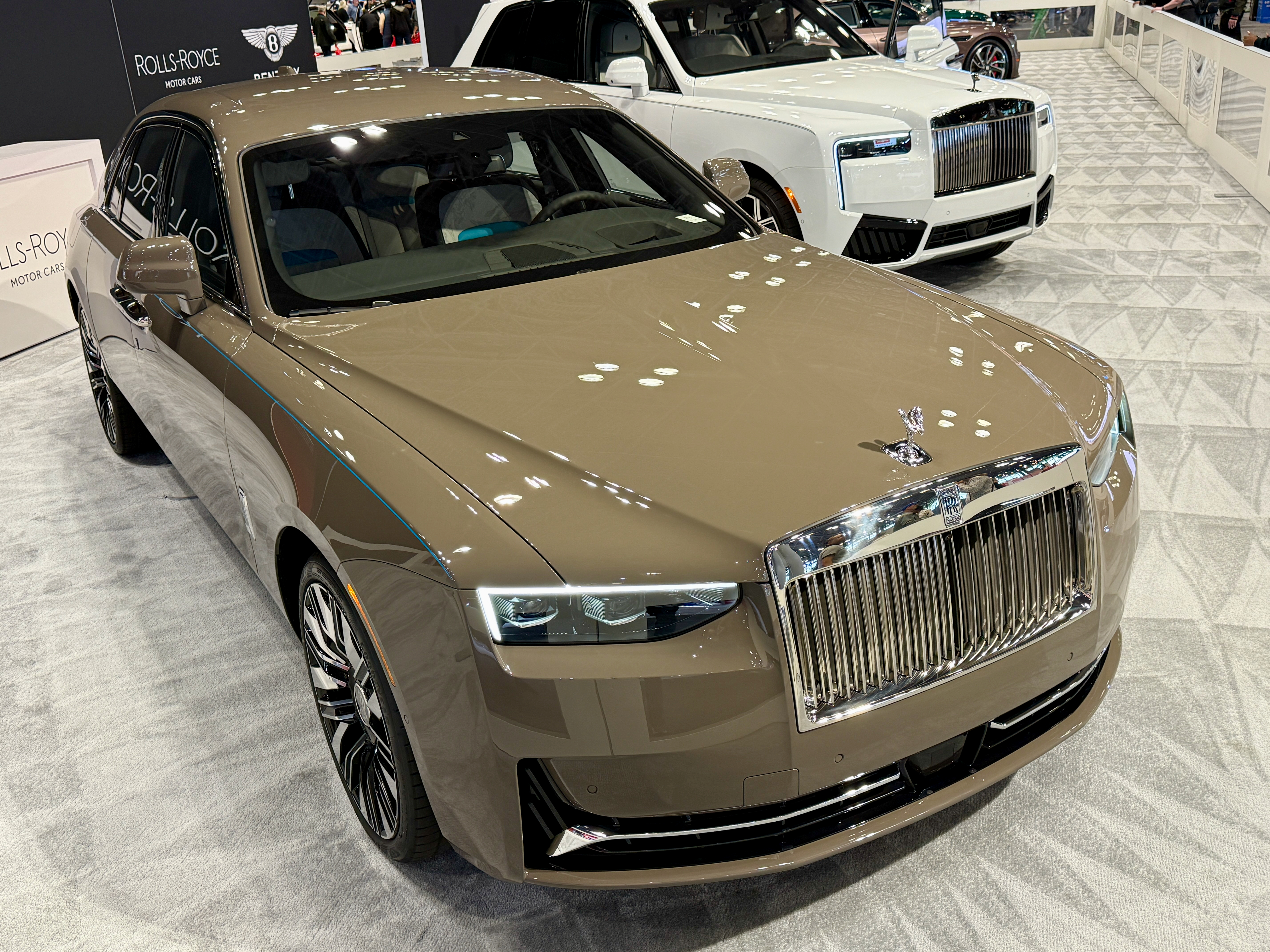
Rolls-Royce Ghost (seit 2024)

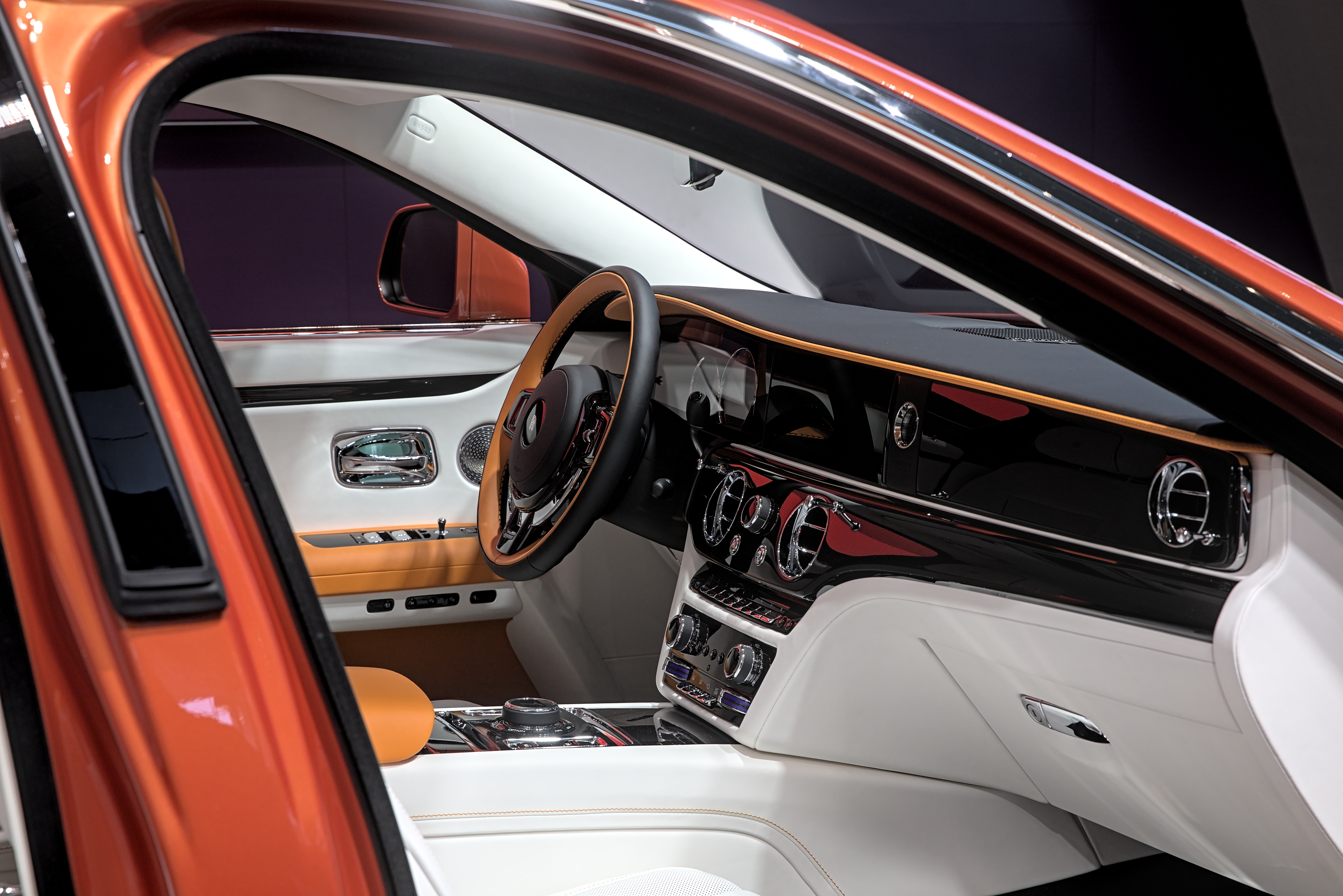
Innenraum

Der Rolls-Royce Ghost II ist eine Luxuslimousine von Rolls-Royce.

## Geschichte
Präsentiert wurde die zweite Generation des Ghost am 1. September 2020. Sie ist neu entwickelt; nur die Spirit of Ecstasy und die Regenschirme wurden aus dem Vorgängermodell Ghost I übernommen. Mit einer Länge von knapp 5,55 Meter fällt die Baureihe knapp 9 Zentimeter länger aus als der Vorgänger. Eine Langversion wird auch wieder angeboten. Der stärkere Black Badge wurde am 28. Oktober 2021 vorgestellt.
Im Oktober 2023 wurde das auf 25 Exemplare limitierte Sondermodell Ékleipsis Private Collection auf Basis des Black Badge anlässlich der ringförmigen Sonnenfinsternis 2023 vorgestellt. Es greift diverse Eigenschaften einer totalen Sonnenfinsternis als Designmerkmale auf. Unter anderem sollen beim Start des Motors 940 Sterne per Animation am Dachhimmel erscheinen, die für die Korona der Sonne stehen sollen.
Eine Facelift-Version des Ghost zeigte Rolls-Royce am 8. Oktober 2024. Er erhielt ein „Gesicht“ im Stile der extrem teuren Droptail-Derivate unter anderem mit L-förmigem Tagfahrlicht, das elektronisch gesteuerte Luftfederfahrwerk wurde um vorausschauende, kamerabasierte Komponenten ergänzt. Der V12-Motor leistet weiterhin 420 kW (571 PS) und verfügt über 850 Nm. Der Black Badge wurde ebenfalls, unter anderem mit 22-Zoll-Schmiederädern, überarbeitet. Auch sein V12-Motor bleibt unverändert: 441 kW (600 PS) und 900 Nm; er erhielt aber eine Klappensteuerung im Auspuff.

## Technik
Wie die achte Phantom-Generation ist der Ghost II eine Limousine mit Karosserie und Rohrrahmen aus Aluminium (Aluminium-Spaceframe-Architektur, ASF). Er hat Allradantrieb und Allradlenkung, die die Räder bis zu einer Geschwindigkeit von 70 km/h gegensinnig und darüber gleichsinnig einschlägt.
Das Modell ist mit Fahrerassistenzsystemen wie einem aktiven Tempomat und einer Querverkehrswarnung ausgestattet. Anders als beim Vorgängermodell lassen sich die hinten angeschlagenen Fondtüren nun elektrisch nicht nur schließen, sondern auch öffnen. Die Scheinwerfer sollen eine Leuchtweite von mehr als 600 Metern haben. Um die Geräusche im Innenraum gering zu halten, baut Rolls-Royce rund 100 Kilogramm geräuschdämmendes Material ein.

## Technische Daten
Angetrieben wird die Limousine vom aus dem Phantom VIII und dem Cullinan bekannten 6,75-Liter-Zwölfzylinder-Ottomotor mit 420 kW (571 PS). Die Höchstgeschwindigkeit gibt der Hersteller mit elektronisch begrenzten 250 km/h an. Im Black Badge beträgt die maximale Leistung 441 kW (600 PS).
|                                             | Ghost                          | Ghost EWB                      | Ghost Black Badge              |
| Bauzeitraum                                 | seit 09/2020                   | seit 09/2020                   | seit 10/2021                   |
| Motorkenndaten                              |                                |                                |                                |
| Motorbauart                                 | V12-Ottomotor                  | V12-Ottomotor                  | V12-Ottomotor                  |
| Motortyp                                    | N74B68                         | N74B68                         | N74B68                         |
| Motoraufladung                              | Biturbo                        | Biturbo                        | Biturbo                        |
| Gemischbildung                              | Direkteinspritzung             | Direkteinspritzung             | Direkteinspritzung             |
| Hubraum                                     | 6749 cm³                       | 6749 cm³                       | 6749 cm³                       |
| max. Leistung                               | 420 kW (571 PS) bei 5000 min−1 | 420 kW (571 PS) bei 5000 min−1 | 441 kW (600 PS) bei 5000 min−1 |
| max. Drehmoment                             | 850 Nm bei 1600 min−1          | 850 Nm bei 1600 min−1          | 900 Nm bei 1700–4250 min−1     |
| Kraftübertragung                            |                                |                                |                                |
| Antrieb, serienmäßig                        | Allradantrieb                  | Allradantrieb                  | Allradantrieb                  |
| Getriebe, serienmäßig                       | 8-Stufen-Automatikgetriebe     | 8-Stufen-Automatikgetriebe     | 8-Stufen-Automatikgetriebe     |
| Messwerte                                   |                                |                                |                                |
| Höchstgeschwindigkeit                       | 250 km/h (abgeregelt)          | 250 km/h (abgeregelt)          | 250 km/h (abgeregelt)          |
| Beschleunigung, 0–100 km/h                  | 4,8 s                          | 4,8 s                          | 4,7 s                          |
| Leergewicht (DIN)                           | 2490 kg                        | 2530 kg                        | 2490 kg                        |
| Kraftstoffverbrauch auf 100 km (kombiniert) | 15,2–15,7 l Super Plus         | 15,3–15,7 l Super Plus         | 15,8–16,0 l Super Plus         |
| CO2-Emissionen, kombiniert                  | 347–358 g/km                   | 348–359 g/km                   | 359 g/km                       |
| Abgasnorm                                   | Euro 6d                        | Euro 6d                        | Euro 6d                        |